# Crab Day
Pour plus de détails, voir Fiche technique et Distribution.
Crab Day est un film britannique réalisé par Ross Stringer, sorti en 2023.

## Synopsis
Un jeune garçon pêche un crabe avec son père. De retour au port, il doit le couper en deux pour devenir un homme.

## Fiche technique
- Titre : Crab Day
- Réalisation : Ross Stringer
- Scénario : Aleksandra Sykulak
- Musique : Matteo Tronchin
- Photographie : Tom Simington
- Montage : Donya Maguire
- Production : Bart Stanislawek
- Société de production : National Film and Television School
- Pays :  Royaume-Uni
- Genre : Animation
- Durée : 11 minutes
- Date de sortie : 
  - Royaume-Uni : 3 mars 2023

## Distinctions
Le film a reçu le British Academy Film Award du meilleur court métrage.